# توفيق فهد
توفيق فهد (بالفرنسية Toufic Fahd وأحياناً Toufy Fahd) أكاديمي فرنسي من أصل لبناني، ولد سنة 1923م، متخصص في التاريخ والحضارة الإسلامية.

## حياته
حصل توفي فهد على الليسانس والماجستير في اللاهوت (1953-1955)، وعلى الدكتوراه من جامعة ستراسبورغ في عام 1966، وكان عضواً في عدد من المجالس الأكاديمية الجامعية، ومديراً مؤسساً لقسم الدراسات العربية والإسلامية في جامعة ستراسبورغ للعلوم الإنسانية في فرنسا. ساهم توفيق فهد في دائرة المعارف الإسلامية وموسوعة القرآن الصادرتان عن بريل، وصدر صدر 12 مؤلفاً تحت إشرافه، وله دراسات وبحوث في تاريخ الجزيرة العربية قبل الإسلام ومرحلة الإسلام المبكر. توفي توفيق فهد في فرنسا سنة 2009م.

## أعماله
- كتاب الكهانة العربية قبل الإسلام؛ ترجمة حسن عودة ورندة بعث.
- تحقيق كتاب الفلاحة النبطية تأليف ابن وحشية.

## روابط
مقالات عربية ومترجمة لتوفيق فهد على أرشيف المجلات: https://archive.alsharekh.org/AuthorArticles/3691